# Sebastohipertato

Selo de cobre de Leão Esguro como sebastohipertato

Sebastohipertato (em grego: σεβαστοϋπέρτατος; romaniz.: sebastouhypertatos; lit. "o venerável supremo") foi um título bizantino honorífico. O título formou a base para um título mais composto, protosebastohipertato (πρωτοσεβαστοϋπέρτατος, "o primeiro venerável supremo").

## História
Estes títulos fizeram parte da reordenação da titulatura bizantina sob os imperadores Comnenos, quando os títulos formados em torno do do epíteto formalmente imperial de sebasto (a tradução grega de augusto) foram criados para denotar parentesco com o imperador. Como tal, sebastohipertato e protosebastohipertato estiveram entre os títulos concedidos aos genros do imperador (gambros). Segundo Lucien Stiernon, protosebastohipertato foi concedido aos esposos da terceira filha dos imperadores bizantinos, e sebastohipertato para o esposo da quarta; enquanto o marido da segunda portou o título de panipersebasto, e o primeiro de césar. Ambos aparecem pela primeira vez no reinado de João II Comneno (r. 1180–1143), com Manuel Anemas, que casou-se com a terceira filha de João, Teodora, e tornou-se protosebastohipertato, enquanto Teodoro Vatatzes que casou-se com a quarta filha de João, Eudócia, e Constantino Ângelo, que casou-se com a quarta filha de Aleixo I, Teodora, tornaram-se sebastohipertatos.
Nas cartas endereçadas aos titulares destes títulos, formas como paniperprotosebastohipertato (πανυπερπρωτοσεβαστοϋπέρτατος, "o primeiro venerável supremo, acima de todos") e paniperprotopansebastohipertato (πανυπερπρωτοπανσεβαστοϋπέρτατος, "o primeiro acima de todos, venerável supremo, acima de todos") aparecem, mas elas são formas meramente retóricas do títulos.